# A Trick of the Tail
A Trick of the Tail is het zevende studioalbum van de Engelse band Genesis. Het album werd uitgebracht in 1976, en was het eerste studioalbum waar Phil Collins de zang geheel voor zijn rekening nam, na het vertrek van Peter Gabriel. Het is een van de slechts twee studioalbums die in deze bezetting opgenomen is, naast Wind and Wuthering. Tijdens live-uitvoeringen wordt een gastdrummer ingezet. In eerste instantie is dat Bill Bruford, later Chester Thompson. Dance on a Volcano en Los Endos sluiten live naadloos op elkaar aan. Duidelijk verschil met de vorige albums is de grotere (compositorische) inbreng van Hackett.

## Tracks
| Nr. | Titel                       | Duur |
| --- | --------------------------- | ---- |
| 1.  | Dance on a volcano          | 5:53 |
| 2.  | Entangled                   | 6:26 |
| 3.  | Squonk                      | 6:27 |
| 4.  | Mad Man Moon                | 7:33 |
| 5.  | Robbery, Assault, & Battery | 6:14 |
| 6.  | Ripples                     | 8:04 |
| 7.  | A Trick Of The Tail         | 4:34 |
| 8.  | Los Endos                   | 5:45 |

## Bezetting
- Tony Banks : toetsen, gitaar, zang
- Steve Hackett : gitaar
- Mike Rutherford : basgitaar, gitaar
- Phil Collins : zang, drums

From Genesis to Revelation · Trespass · Nursery Cryme · Foxtrot · Live · Selling England by the Pound · The Lamb Lies Down on Broadway · A Trick of the Tail · Wind & Wuthering · Seconds Out · ...And then there were three... · Duke · Abacab · Three Sides Live · Genesis · Invisible Touch · We Can't Dance ·  The way we walk volume one, the shorts · The way we walk volume two, the longs · Calling All Stations · Turn It On Again · Genesis Live over Europe